# Fyrtårnet på Faros ved Alexandria
Fyrtårnet ved Alexandria blev bygget af den græske arkitekt Sostratos mellem 299 f.Kr. og 279 f.Kr.
Det 135 meter høje fyrtårn blev ødelagt ved et jordskælv i 1375, og ingen ved i dag, hvordan tårnet så ud.
Fyrtårnet ved Alexandria blev af Antipater fra Sidon omtalt som et af Verdens syv underværker.
I 1960'erne opdagede en egyptisk dykker nogle enorme stenblokke ud for Faros. Efterfølgende undersøgelser afslørede også statuer, og man mener, at det hele stammer fra fyrtårnet.
Igen i 1994 dukkede spændende fund op fra sandbunden under havoverfladen, som arkæologer med meget stor sandsynlighed kan fastsætte at tilhøre fyrtårnet. Der foregår endnu arkæologiske undersøgelser under overfladen ud for Faros.